# Luzifer Sam
Luzifer Sam war eine 1993 gegründete deutsche Dark-Rock-Band aus Witten. Die Gruppe wurde nach dem Pink-Floyd-Song Lucifer Sam benannt.

## Geschichte

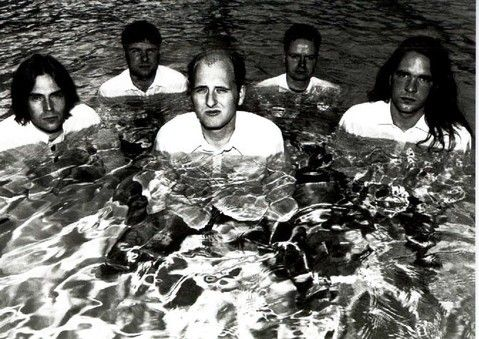
Luzifer Sam Bandfoto 1995

Nach Auflösung der nur ein Jahr existierenden Wittener Waverock-Band Friday Is Scrapped gründeten Holger Kliem, Lars Daum, Frank Stewen und Markus G. Sänger im Juni 1992 die Band Luzifer Sam. Im Sommer 1993 entstand in Eigenregie im Hagener Banana-Studio das Acht-Spur-Demo A Failed Effort to Putsch mit vier Liedern, welche textlich zum Teil eine direkte Reaktion auf die damaligen fremdenfeindlichen Ausschreitungen in Deutschland waren. Die Band tourte daraufhin im westdeutschen Raum und nahm 1994, ebenfalls in Eigenregie, das zweite Demo Shiver auf. Über Umwege gelangte dieses in die Hände des Produzenten und Gitarristen Axel Ritt, der sich mit der deutschen Hardrockband Domain einen Namen gemacht hatte und der Luzifer Sam daraufhin unter Vertrag für sein Label Humbucker Music nahm. Im gleichen Jahr stieß Till Böing als Bassist zur Band, so dass Kliem sich fortan ausschließlich dem Gesang widmete. Unter Ritts Regie entstand im August 1995 das Debütalbum Alice Dee in den Finian’s Rainbow-Studios in Unna. Den akustischen Song Unknown Doors nahm die Gruppe in einem stillgelegten Dortmunder Öltank auf, wodurch ein eigenwilliger Hall entstand. Das Album erschien bei Humbucker Music/Semaphore.
Nach vielen Konzerten und einigen Samplerbeiträgen, u. a. die Rock-Hard-CD-Beilage, ging die Band im März 1997 in Weiterstadt erneut mit Axel Ritt ins Studio und nahm das zweite Album Luzidity auf, welches für größtenteils positive Kritiken sorgte, wodurch die Band größere Auftritte im deutschsprachigen Raum absolvieren konnte, unter anderem ein Auftritt als Headliner bei einem Festival in der Kulturfabrik im luxemburgischen Esch-sur-Alzette.
1998 löste sich die Band aufgrund der fehlenden Zeit, die Karriere weiter professionell betreiben zu können, auf.  Die beiden Gitarristen sowie der Schlagzeuger spielen seit 2000 bei der Dortmunder Alternative-Rock-Band Porter. Sänger Holger Kliem widmete sich nach der Band seinem Soloprojekt Strange Eden.

## Stil
Die englischsprachigen Lieder orientierten sich stilistisch an unterschiedlichen Vorbildern wie The Sisters of Mercy, Killing Joke oder Joy Division. Im deutschen Metalmagazin Rock Hard wird die Musik der Gruppe 1997 in Heft-Nr. 124 als derart gestaltete Verbindung „typischer Frühachtziger Wave-Sounds der Marke The Mission, Sisters Of Mercy und Killing Joke mit hart rockenden Gitarren“ beschrieben.
Das markante Stilmittel der Band sind die zweistimmigen Gitarrenlinien sowie der melodische und schwermütige Gesang von Frontmann Holger Kliem, den laut eines Musikmagazins eine beunruhigende Stille auszeichnet. Zu den Texten sagt Gitarrist Frank Stewen 1995 im Interview mit Lars Lenhardt für die WAZ: "Wenn man sich mit unseren Texten beschäftigt, wird man feststellen, dass sie eher sozialkritisch sind oder sich um zwischenmenschliche Probleme drehen."

## Diskografie
- 1993: A Failed Effort to Putsch (Demo, Eigenproduktion)
- 1995: Shiver (Demo, Eigenproduktion)
- 1995: Alice Dee (Album, Humbucker Music / Semaphore)
- 1997: Luzidity (Album, Humbucker Music / Semaphore)